# سنتز آمینو اسید

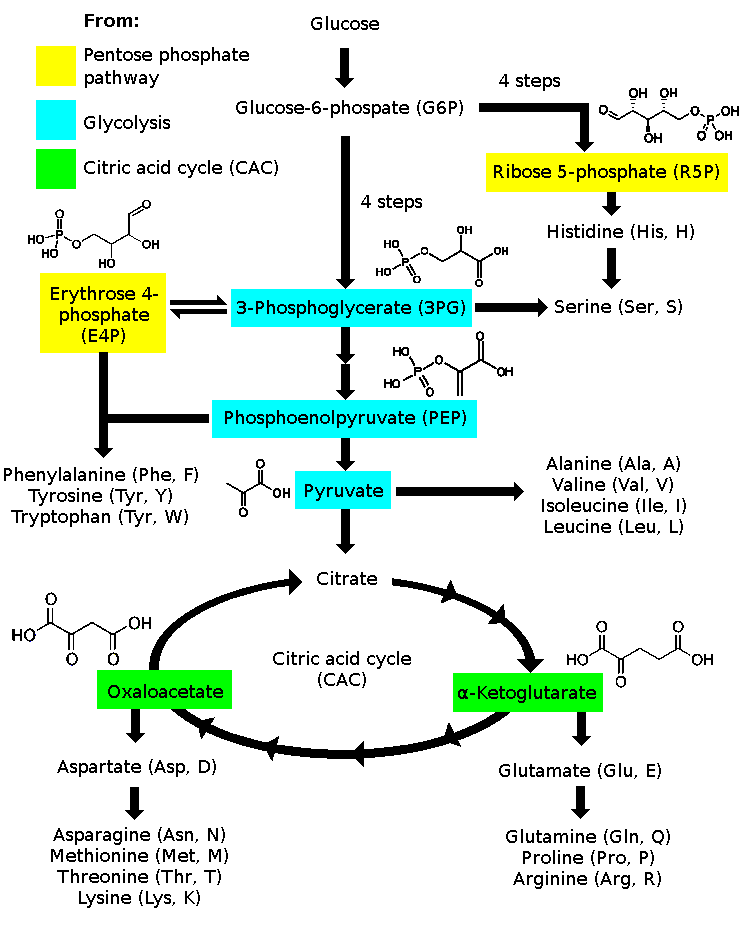
مروری بر بیوسنتز آمینو اسیدها. مولکول‌های ترسیم شده در شکل خنثی خود هستند و به‌طور کامل با نام ارائه شده مطابقت ندارند. انسان نمی‌تواند تمام این آمینو اسیدها را سنتز کند.

سنتز آمینو اسید مجموعه ای از فرآیندهای بیوشیمیایی (مسیرهای سوخت‌وساز) است که توسط آن آمینو اسیدها تولید می‌شوند. بسترهای این فرایندها ترکیبات مختلفی در رژیم غذایی یا محیط رشد جاندار هستند. همه موجودات زنده قادر به سنتز تمام آمینو اسیدها نیستند. به عنوان مثال، انسان فقط می‌تواند ۱۱ آمینو اسید از ۲۰ آمینو اسید استاندارد (معروف به آمینو اسیدهای غیر ضروری) را سنتز کند و در زمان رشد سریع، هیستیدین را می‌توان یک آمینو اسید ضروری در نظر گرفت.